# Emil Jacobson

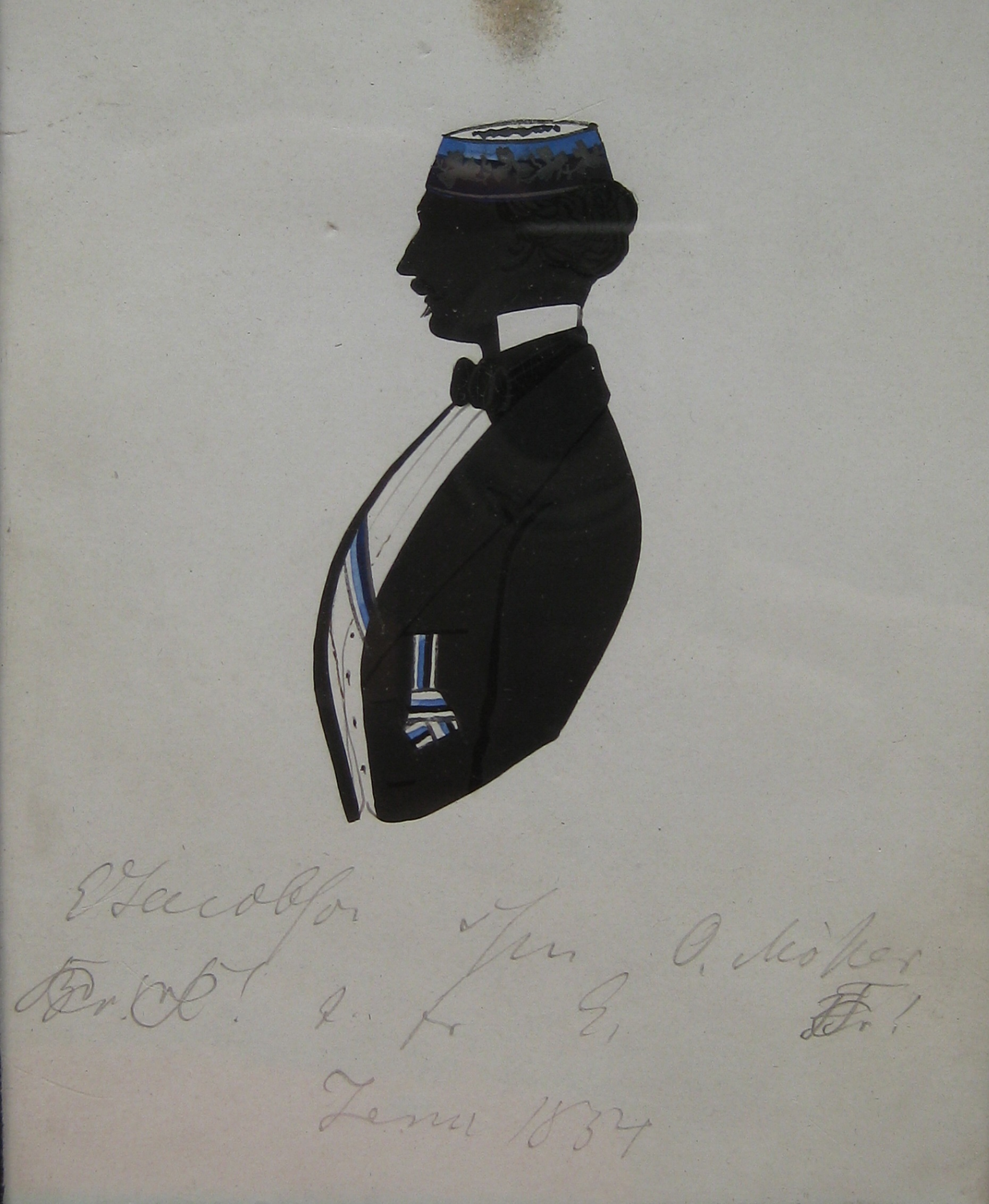
Emil Jacobson

Emil Heinrich Bernhard Jacobson (* 7. August 1833 in Königsberg i. Pr.; † 25. März 1874) war ein deutscher Verwaltungsjurist und Parlamentarier.

## Leben
Jacobson studierte von 1853 bis 1856 Rechtswissenschaft und Staatswissenschaften an der Albertus-Universität Königsberg und der Universität Leipzig. 1853 wurde er im Corps Baltia Königsberg recipiert. 1854 schloss er sich auch dem Corps Saxonia Leipzig an. Nach dem Studium trat er in den preußischen Staatsdienst. Das Regierungsreferendariat absolvierte er 1860/61 bei der Regierung in Danzig. Dort bestand er die Prüfung als Regierungsassessor. Im Auftrag der Regierung  bearbeitete er statistische Tabellen für deren Veröffentlichung.
1872 wurde er zum Regierungsrat in Frankfurt (Oder) ernannt.
Jacobson vertrat von 1873 bis zu seinem Tod den Wahlkreis Frankfurt 7 (Guben, Sorau) im Preußischen Abgeordnetenhaus. Er gehörte der Fraktion der Nationalliberalen Partei an. Er wurde nur 40 Jahre alt.

## Publikationen (im Auftrag der Regierung)
- Topographisch-statitisches Handbuch für den Regierungsbezirk Marienwerder, Kasemann, Danzig 1868 (Digitalisat).